# Manuel do Carmo Meca
Manuel do Carmo Meca (Nazaré, Portugal, 28 de fevereiro de 1909 — São Paulo, 27 de janeiro de 1961), foi o primeiro presidente do São Paulo Futebol Clube após sua refundação, em 1935. Nascido em Nazaré em Portugal, teve como marca de sua breve gestão o estabelecimento de uma sede e para que fossem tomadas todas as providências para que o clube pudesse se estabelecesse legal e juridicamente como agremiação esportiva. Ainda em 1936, por motivos particulares, Meca decidiu renunciar ao cargo, mas continuou ligado ao clube.
Em 1940 elegeu-se secretário do Conselho Deliberativo e, em 1943, nomeado diretor-geral dos Desportos Amadores. Neste último cargo, sua gestão coincidiu com o período em que o São Paulo começou a se destacar em modalidades esportivas como atletismo, pugilismo, esgrima e xadrez. A partir de 1946, Meca foi sucessivamente eleito para o Conselho Deliberativo, no qual atuou com destaque até seu falecimento.